# (541122) 2018 RD22
(541122) 2018 RD22 es un asteroide perteneciente a asteroides que cruzan la órbita de Marte descubierto el 26 de agosto de 2000 por el equipo del Lincoln Near-Earth Asteroid Research desde el Laboratorio Lincoln, Socorro, Nuevo México, Estados Unidos.

## Designación y nombre
Designado provisionalmente como 2018 RD22.

## Características orbitales
2018 RD22 está situado a una distancia media del Sol de 1,874 ua, pudiendo alejarse hasta 2,111 ua y acercarse hasta 1,638 ua. Su excentricidad es 0,126 y la inclinación orbital 17,10 grados. Emplea 937,728 días en completar una órbita alrededor del Sol.

## Características físicas
La magnitud absoluta de 2018 RD22 es 18,4. 